# Ausztenit

A vas-szén fázisdiagram, amely bemutatja, hogy az ausztenit, vagy (γ)-vas milyen tartományban stabil acél.

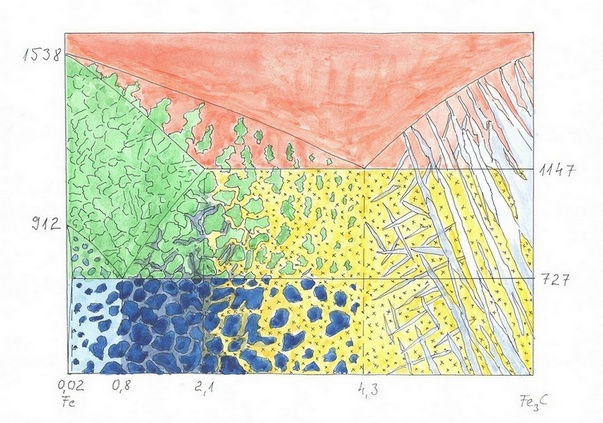
A vas-szén (vas-cementit) fázisdiagram szövetszerkezettel. A színkód a következő: piros - olvadék, zöld - ausztenit, szürke - cementit, sárga - ledeburit, világoskék - ferrit, sötétkék - perlit. A perlit és a ledeburit összetett szövetelem, egy finomabb fölbontásban jellegzetes szövetszerkezetet tartalmaz.

Az ausztenit vagy gamma-vas (γ-Fe) az anyagtudományban használt fogalom a vasnak lapközepes köbös szerkezetű kristályára. Az ausztenit az acélnak is fontos alkotórésze, szöveteleme.
Az ausztenit név Sir William Chandler Roberts-Austen (1843–1902) brit kohász nevét őrzi.

## Az ausztenit a vasnak egyikallotrop módosulata
Az ausztenit a vasnak egy olyan módosulata, amely a 912 °C és 1394°C közötti hőmérsékleti tartományban stabil. A megadott hőmérséklet felett is, és alatt is, a vasnak a térközepes köbös változata, a ferrit a stabil. A két fázisátmenet között azonban a lapközepes köbös a stabil változat. Ez a szerkezet mintegy 2%-nyi szenet képes a kristályszerkezetébe építeni (1146 °C-on) . Ilyen acélokból gyógyászati és étkezési rozsdamentes acél eszközök készülnek. Az ausztenit paramágneses.

## Az ausztenit a meteoritokban
A meteoritokban is előfordul a vasnak mindkét szerkezeti módosulata, az alfa-vas, vagy ferrit, és a gamma-vas, vagy ausztenit. De a meteoritok kutatói más nevet használnak az alfa-vasra, amely náluk kamacit, és a gamma-vasra, amely náluk ténit. (A két megnevezés másirányú pontosítására megjegyezzük, hogy az alfa-vas a térközepes-köbös szerkezet, a gamma vas pedig a lapközepes-köbös elemi cellájú szerkezet mindkét tudományterületen.)

### Külső hivatkozások
- Az acélok mikroszerkezetéről
- A vas-szén állapotábra és az acélok mikroszerkezete: műegyetemi előadás